# 長崎電気軌道6000形電車
長崎電気軌道6000形電車（ながさきでんききどう6000がたでんしゃ）は、2022年（令和4年）より製造されている長崎電気軌道の路面電車である。

## 概要
長崎電気軌道では、バリアフリーに対応した車両（超低床車）である3000形や5000形を導入してきたが、2020年（令和2年）度の時点でバリアフリー対応車両は全営業車両71両中6両しかなく、全体の約8%にとどまっていた。6000形はこれら2形式に続く3形式目の超低床車として登場し、連接車である従来車とは異なり長崎電気軌道では初となる単行低床車として登場した。単行車とすることで従来車と比べ導入費用が大幅に抑えられており、長崎電気軌道は世界初のロングシート座席の単車型全低床電車であるとしている。
ただし、試作車を含めるのであれば、イタリアの車両メーカーソシミが1989年に試作したS-350 (路面電車車両)が6000形と同一構造で製造されている。

## 構造

### 車体
アルナ車両が開発した超低床路面電車のリトルダンサーNタイプであり、車体は全長12 mで直線を基調としており、次世代の路面電車を表現している。車体のカラーリングは伝統である緑色を継承していく思いとともに、若葉をイメージした街に映えるスプリンググリーンである。車外の行先表示器は5000形に引き続きフルカラーLEDを搭載し、路線系統が色で識別できるようになっており、視認性の向上を図っている。

### 車内
先述の通り、車内はオールロングシートとし、単行車ながら従来の連接車と同等の座席定員28人（立席34人）を確保しており、座席モケットは長崎の風景（帆船の帆、石畳、ステンドグラス）をイメージしたデザインとなっている。床面は、床面高さが380 mmと停留場の高さに合わせて低くなっており、段差となる部分は黄色の警戒色で示されている。長崎電気軌道の車両としては初めて車椅子スペースを2箇所（両乗車ドアの向かって左側）設置し、バリアフリーに配慮した車内となっており、車椅子で使用しないときは折り畳み式の座席として使用することも可能である。室内照明には面発光LEDを採用しており、LED特有のまぶしさを軽減しつつ明るい車内としている。握り棒はオレンジ色に凹凸のついたものとなっており視認性や握りやすさの向上に繋がっているほか、斜めに配置することによって通路の空間を広くしている。また、降車ドアのみが折り戸式になっている事も特徴的である。

### 主要機器
主電動機は、出力50 kWのかご形三相誘導電動機（東洋電機製造 TDK6255-B）を2台装架しており、制御方式はVVVFインバーター方式である。
パンタグラフは、PT7120-B3形である。
台車は、アルナ車両が新たに開発した低床路面電車用のボギー台車（AS-01）が採用されており、通路部分の低床化が可能となった。
ブレーキシステムは回生・発電併用電気指令式空気ブレーキを採用している。

### 空調機器
冷房装置は、能力24.42 kW（21,000 kcal/h）の屋上集中式が1基搭載されている。

## 運用
2022年3月24日から6001が営業運転を開始している。2024年（令和6年）2月26日に6002が長崎に到着し、同年3月より営業運転を開始している。

## ラッピング・広告電車
- Peach Aviation（2022年11月30日 - 2023年1月末）

6000形初のラッピングとして2022年11月30日から運行された。
- 長崎マリオットホテル（2023年7月1日 - 2023年10月末）

2023年（令和5年）6月28日、2024年（令和6年）初頭に開業予定である長崎マリオットホテルのラッピングの運行が発表され、同年7月1日から運行を開始した。マリオットロゴの赤を基調としたデザインで、ホテルミッションの「Wonderful Nagasaki Hospitality, Always」をはじめ、ホテル開業をともに盛り上げるオープニングスタッフの募集告知も行った。

### Web資料
“長崎電気軌道、新型車両6000形のデザイン公開 - 3月から運行開始へ”. マイナビニュース.  マイナビ (2022年1月31日). 2023年11月20日時点のオリジナルよりアーカイブ。2023年11月20日閲覧。
“バリアフリー車両6000形”.   長崎電気軌道. 2023年11月17日時点のオリジナルよりアーカイブ。2023年11月17日閲覧。
“人に、地球に、優しい電車 6000 Light rail vehicle” (PDF).   長崎電気軌道 (2022年3月15日). 2023年4月8日時点のオリジナルよりアーカイブ。2023年11月16日閲覧。
“長崎電軌「6000形」3月24日から　単車型全低床車のロング配置は「世界初」？”.   鉄道プラスネット (2022年3月15日). 2023年9月27日時点のオリジナルよりアーカイブ。2024年3月25日閲覧。
- "長崎電気軌道株式会社6000形車両用電機品（『東洋電機技報』第146号）" (PDF) (Press release). 東洋電機製造. 1 October 2022. 2024年8月21日時点のオリジナル (PDF)よりアーカイブ。2024年8月21日閲覧。

“11/30より長崎市内でPeachのラッピング電車が登場！”.  Peach Aviation (2022年11月29日). 2023年11月23日時点のオリジナルよりアーカイブ。2023年11月23日閲覧。
“＼1月末まで毎日運行中／”.   Peach Aviation (2022年12月2日). 2023年11月28日時点のオリジナルよりアーカイブ。2023年11月28日閲覧。
“長崎マリオットホテル ラッピング電車の運行について”.  九州旅客鉄道 (2023年6月28日). 2023年11月23日時点のオリジナルよりアーカイブ。2023年11月23日閲覧。
“長崎電気軌道6000形を使用、長崎マリオットホテルのラッピング電車”. マイナビニュース.  マイナビ (2023年6月28日). 2023年11月12日時点のオリジナルよりアーカイブ。2023年11月23日閲覧。
“超低床LRV「リトルダンサー」開発の系譜” (PDF).   アルナ車両株式会社. 2023年11月17日時点のオリジナルよりアーカイブ。2023年11月17日閲覧。
“6002号到着”.   ながにゃん（長崎電気軌道公式） (2024年2月26日). 2024年3月5日時点のオリジナルよりアーカイブ。2024年3月5日閲覧。
“最新車両の6002 号が走行中!!”.   ながにゃん（長崎電気軌道公式） (2024年3月5日). 2024年3月5日時点のオリジナルよりアーカイブ。2024年3月6日閲覧。